# Mocupe
Mocupe (en mochica colonial: Mucup) es una localidad y capital del distrito de Lagunas en la provincia de Chiclayo, departamento de Lambayeque.

## Demografía
En el 2017 contaba con una población de 4 973 habitantes por lo que es la localidad más poblada del distrito.